# (4790) Petrpravec
(4790) Petrpravec est un astéroïde de la ceinture principale.

## Description
(4790) Petrpravec est un astéroïde de la ceinture principale. Il fut découvert le 9 août 1988 à l'Observatoire Palomar par Eleanor Francis Helin. Il présente une orbite caractérisée par un demi-grand axe de 2,63 UA, une excentricité de 0,09 et une inclinaison de 12,7° par rapport à l'écliptique.

## Compléments